# Roland Rossier
 (août 2022).
Si vous disposez d'ouvrages ou d'articles de référence ou si vous connaissez des sites web de qualité traitant du thème abordé ici, merci de compléter l'article en donnant les références utiles à sa vérifiabilité et en les liant à la section « Notes et références ».
Pour les articles homonymes, voir Rossier.
Roland Rossier, né en 1958 à Genève, est un journaliste économique et documentariste suisse. 

## Biographie
Né à Genève, d'origine valaisanne et catalane, il est bi-national suisse et français, par mariage.
En 2019, il publie le livre La Suisse et l'argent sale. 60 ans d'affaires bancaires, paru aux éditions Livre-Alphil, un essai qui rencontre un certain écho dans les médias suisses, ou français,.
Roland Rossier est journaliste à la Tribune de Genève depuis 2010 et il est également documentariste, notamment pour la RTS. Chef de la rubrique économie des quotidiens Tribune de Genève et 24Heures de 2010 à 2017, il a organisé avec Jean-Philippe Ceppi et Guy Mettan la sixième conférence mondiale sur le journalisme d'enquête qui s'est tenue du 22 au 25 avril 2010 à Genève.
Il commence sa carrière au journal Le Courrier, de Genève, avant de participer aux débuts du Nouveau Quotidien, lancé par Jacques Pilet, ainsi qu'à ceux du journal Le Temps, né de la fusion du Nouveau Quotidien et du Journal de Genève.
Entre 2001 et 2010, il est rédacteur à la rubrique économique de L'Hebdo. Lors de la réorganisation de la rédaction par Alain Jeannet en mai 2003, il devient chef de la rubrique économique.
En 2002, il se retrouve poursuivi pour diffamation devant le Tribunal fédéral avec Agathe Duparc par Yeslam Bin Ladin, le beau-frère d'Oussama ben Laden. Le tribunal rejette le recours et blanchit les deux journalistes.
Roland Rossier participe en 2005 au Bondy Blog organisé par le magazine.